# فالك هينتشل
فالك هينتشل (بالألمانية: Falk Hentschel)‏ هو مصمم رقص وممثل ألماني، ولد في 26 أبريل 1985 في ألمانيا.

## أعمال

### أفلام
- (2010) فارس ويوم[5][6]
- (2013) البيت الأبيض سقط[7]
- (2014) تسامي

### مسلسلات
- أساطير الغد
- الانتقام
- لوس أنجلوس

## وصلات خارجية
- فالك هينتشل على موقع IMDb (الإنجليزية)
- فالك هينتشل على موقع ميتاكريتيك (الإنجليزية)
- فالك هينتشل على موقع روتن توميتوز (الإنجليزية)
- فالك هينتشل على موقع قاعدة بيانات الأفلام العربية
- فالك هينتشل على موقع ألو سيني (الفرنسية)
- فالك هينتشل على موقع تيرنر كلاسيك موفيز (الإنجليزية)
- فالك هينتشل على موقع أول موفي (الإنجليزية)
- فالك هينتشل على موقع قاعدة بيانات الأفلام السويدية (السويدية)
- فالك هينتشل على موقع قاعدة بيانات الفيلم (الإنجليزية)
- فالك هينتشل على موقع كينوبويسك (الروسية)